# Vítězslav Jonáš
Vítězslav Jonáš (* 27. května 1955 Moravský Krumlov) byl v letech 2006 až 2012 senátor v obvodu Třebíč a v letech 1990 až 2006 starosta obce Dukovany. Vystudoval tehdejší Střední průmyslovou školu strojní v Třebíči a po studiu se podílel na výstavbě vodní nádrže Dalešice a později v Juranových závodech a ve společnosti Škoda Praha. Po revoluci byl v roce 1990 zvolen starostou obce Dukovany a v roce 2006 senátorem za obvod Třebíč.
V politice se pohybuje od roku 1991, kdy se stal členem ODS. Mezi lety 2002 a 2008 byl členem zastupitelstva Kraje Vysočina a také předsedou Výboru regionálního rozvoje Kraje Vysočina, mezi lety 2005 a 2008 byl členem Výkonné rady ODS. Je ženatý a má tři děti. V únoru roku 2017 pozastavil členství v ODS, chce být vnímán jako apolitický.